# Villarmiro
Villarmiro (o Casas de Villarmiro) es un caserío del municipio español de Palenzuela, provincia de Palencia (comunidad autónoma de Castilla y León).
Villarmiro está situado en el exclave de Villarmiro, término municipal de Palenzuela, rodeado de los términos municipales de Tabanera de Cerrato, al norte y este; de Antigüedad, al sur; y de Baltanás al oeste.
El caserío se encuentra situado al sur de Tabanera de Cerrato, al este de Valdecañas de Cerrato, al norte de Antigüedad y al oeste del término municipal de Antigüedad.
Atravesado por el Arroyo del Castillo.

## Historia
El caserío de Villarmiro significa "villa de Felmiro".